# Јакоб Израел де Хан
Јакоб Израел де Хан (хол. Jacob Israël de Haan; Смилде, 31. децебар 1881 – Јерусалим, 30. јун 1924) је био низоземски писац, песник, публициста, правник и (анти-) циониста. Године 1919. је као циониста емигрирао у Палестину. Тамо је 30. јуна 1924. године убијен од стране Аврахама Техомија, по наруџбини јеврејске парамилитарне организације Хагана.

## Биографија
Јакоб Израел де Хан је рођен је у многобројној породици ортодоксних низоземских Јевреја. Као и његова годину дана старија сестра Кари ван Брухен (хол. Carry van Bruggen) – такође позната ауторкиња – из симпатије према комуистичким идејама се рано одметнуо од вере својих отаца. Као убеђени марксиста постао је члан низоземске Социјалдемократске Радничке Партије (SDAP) и сарадник литерарне рубрике социјалистичких дневних новина Народ (Het volk). Студије права завршио је 1909. године, а 1916. је докторирао на лингвистичко-филозовској теми везаној за развој правне терминологије.
Де Хан је у више него једном смислу крчио пут другима. На научном плану се истакао као један од првих холандских проучавалаца сигнифике (гране семиотике).
Захваљујучи залагању за политичке затворенике у царистичкој Русији – куда је у више наврата путовао 1912. године и чему је посветио дирљиво сведочанство „У руским затвоима“ (хол. In Russische gevangenissen, 1913) – сматра се претечом Амнести Интернашонала.
Збрзо након револуције се, међутим, испоставило да Совјетски Савез није успоставио обећану владавину правде: многи разочарани низоземских интелектуалци окренули су леђа својим младалачким идеалима па тако и Де Хан, који се најпре придружио ционистима да би након исељивања у Палестину 1919. године прешао у табор тамошњих ортодоксних јевреја окупљених у организацији Edah HaChareidis. Као умереним ставом изазвао је бес ионистичке организације Хагана која је наредила његову ликвидицију: 30. јуна 1924. убијен је у Јерусалиму хицима из пиштоља. Де  Хан је тако ушао и у почитичку и књижевну историју. У политичку зато што је његову ликвидицију одобрио каснији председник израелске државве Јицак Бен-Зви. У књижевну захваљујући својим делима а и чињеници да је послужио као инспирација Арнолду Цвајгу за роман „Де Вринд се враћа кући“ (хол. De Vriendt kehrt heim, 1932).

## Књижевни рад
Први и доскора једини превод неког Де Хановог дела на српски је био превод његовев приповетке „Хамаме се удаје“ (хол. Hamame trouwt) коју је Вера Илић уврстила у своју збирку низоземске (холандске) прозе „Од мора Отета“ (Београд: Нолит, 1963).

### Романи

#### Приче из предграђа Пејп
Објављивање Де Хановог првенца „Приче из предграђа Пејп“ (хол. Pijpelijntјеs, 1904) одјекнуло је као бомба: не само да је роман, назван по једној народској четврти Амстердама обиловао експлицитним хомоеротичним сценама већ је био писан у првом лицу једнине, што је сугерисало аутобиографски карактер исповести. Тако је чак и површним познаваоцима амстердамске интелектуалне сцене било лако да на основу имена и описа докуче стварни идентитет осталих ликова у роману. На тај траг их је уосталном свесно навео и сам аутор који је роман посветио свом 23 године старијем пријатељу, амстердамском лекару и писцу Арнолду Алтрину (Arnold Aletrino, 1858-1916), пореклом сефардском Јеврејину и великом поборнику хомосексуалне еманципације. Тај Де Ханов крик против прикривености и хипокризије скупо га је коштао: изгубио је пријатеља, или макар његову јавну подршку, а изгубио је и посао. Главни уредник социјалистичког листа Народ, П. Л. Так, био је по питању јавног морала очигледно много ближи конзервативним круговима који су хомосексуалност сматрали дегенаративном болешћу. Након извацивања из редакције следио је и отказ у школи у којој је Де Хан радио.
Што се судбине саме књиге тиче, оно што је уопште доспело до очију јавности – Алетрино и Де Хаова вереница откупили су и уништили скоро целокупан тираж – није наишло на добар пријем, па чак ни друго, прерађено издање из којег је Де Хан избацио посвету Алетрину. Иако су знаменити аутори попут Лодевејка ван Дејсела и Фредерика ван Едена ценили Де Ханове литералне способности, у јавности су осудили његов првенац. То утолико више чуди што се обојица сматрају зачетницима сексуалне еманципације у холандској књижевности. Могуће да је код њих у питању било литерално поигравање тадашњим научним сазнањима из области психопатологије па им је код Де Хана засметао призвук личне исповести. Било како било, Де Хану је требало дуго да се рехабилитује у литерарним круговима у којима је крају пре свега остао познат по својој поезији. Роман Предграђе Пејп као и следеће дело са сличном тематиком, роман Патологије (хол. Pathologieën, 1908), пали су у заборав још за ауторовог живота. Тако је и могло да се деси да се као зачетних експлицитне холандске хомоеротске књижевности слави Херард Реве (Gerard Reve) који је стварао више од пола века након Де Хана.
Осим тематике, роман одликује и стилса авангардност. Де Хан је на виртуозан начин укомпоновао више стилских одлика свог времена – натурализам, сензитивизам и импресионизам. Нижи грађански слој с почетка двадесетог века верно је приказан у својој беди и простоти, не само сликовитим описима већ и сјајним димјалозима у исквареном, припростом сленгу предграђа. Главни актери, Јоуп и Сам, као интелектуални представници средње класе користе говорни језик који има богатију и коректнију лексику и синтаксу али колоквијалан изговор који је дочаран захваљујући могућностима холандске ортографије. И напослетку, Де Хан у описима и унутрашњим монолозима испољава свој сензитивистички таленат обилатим коришћењем неологизама, пре свега необичних комбинација боја које дају колоритну и искричаву слику емотивних стања главног јунака.

#### Патологије
Године 1908. излази Де Ханов други роман који такође има хомосексуалну тему: Паталогије. Овај роман је ипак проузроковао далеко мање заинтересовања у јавности. Неки делови у овом роману указују на садистичли нагон. Захваљујући Де Хановим узвишеним и префињеним писањем ова књига постаје једна од малобројних низоземских потпуно „декадентистичких“ романа. Седамдесетих година прошлог века, када се развила геј еманципација и поново јавило интересовање за „крај века“ (фран. Fin de siècle), заинтересованост за ова два романа оново оживљава. Оба романа су поново штампана – осмо издање Предграђа Пејп појавило се 2006. година а четврто издање Паталогија излази 2003. године.

### Поезија
Током Де Хансовог живота, његови романи су били заборављени те је он одлучио да се бави поезијом. Године 1900. објављује омладински рад, а 1914. колекцију песама у којима је главна тема поново хомосексуалност. Либертинске песме ( хол. Libertijnsche liederen, 1914) и Нова каратажа (хол. Een nieuw Carthago, 1919) инспирисане су романима Хеорхеса Ејкхоуда, белгијског писца који је напписао увод у Патологије. Јудаизам је такође био једна од тема песама: јеврејска песма (хол. Het Joodsche lied). Најпознатији су његови Кватрени, обимна колекције интимне и осетљиве поеије. Године 1952. објављене су његове збирне песме. Након тога излази неколико антологија као што је „Био сам дечак из Зандама“ (хол. Ik ben een jongen te Zaandam geweest) коју је саставио Херит Комреј.